# 二宮神社 (掛川市)
二宮神社（にのみやじんじゃ、英語: Ninomiya Jinja）は、静岡県掛川市の神社である。近代社格制度における社格は村社。

## 概要
静岡県掛川市小貫に鎮座する神社である。伊弉諾尊、伊弉册尊の2柱を祀っており、小貫の住民を氏子としている。佐束山に連なる青陵な山中に立地しており、鳥居をくぐると急勾配の石段が境内まで続いている。
なお、二宮神社より授与される神札には、社名として「二宮神社」と記されている。同様に、国税庁においても「二宮神社」として法人番号が割り当てられている。一方、静岡県神社庁のウェブサイトでは「二ノ宮神社」と表記している。また、境内の由緒書きの立て札には「明治三年午年掛川郡役所の御達に就き二宮神社と改称する」と記されているが、「二ノ宮神社」と表記している箇所もみえる。本記事においては、神璽たる神札の表記に倣い「二宮神社」と記載した。

## 祭神
- 伊弉諾尊[3]
- 伊弉册尊[3]

## 歴史

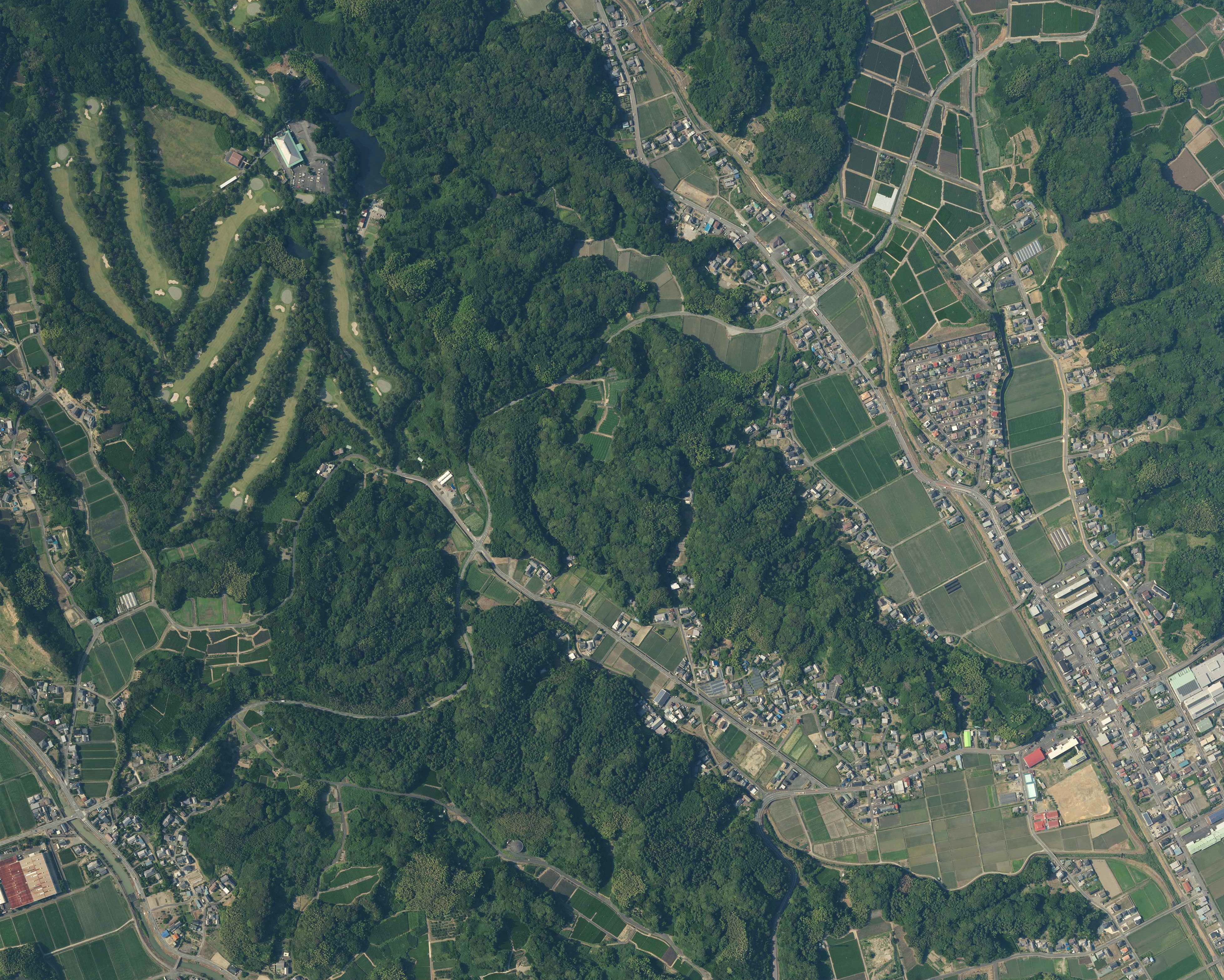
氏子区域である静岡県掛川市小貫の航空写真（2020年6月16日）。二宮神社は小貫の中央の山地に位置している

創建は江戸時代まで遡り、1649年（旧暦慶安2年8月）に勧請されたと伝えられる。それ以来、遠江国城東郡小貫村に鎮座する。その後、1689年（旧暦元禄2年）に再建された。さらに、1849年（旧暦嘉永2年11月）に再々建された。当時は「二宮大権現」の神号で呼ばれており、氏子らの尊崇を広く集めてきた。
しかし、明治時代に入ると神仏分離の動きが加速し、本地垂迹説の影響を受けた「大権現」という神号は見直されるようになる。このうねりは全国に波及し、帝都から遠く離れた城東郡にも及んだ。その結果、郡役所からの指示に基づき、旧暦明治3年に「二宮神社」と改称されることになった。また、1874年（明治7年）から1875年（明治8年）にかけて各地の神社の調査が行われたが、その際に二宮神社は永年にわたって小貫村の氏神であったことが認められ、村社として指定される運びとなった。1879年（明治12年）9月、村社に列せられた。

## 境内
佐束山に連なる山中に鎮座しており、周辺には豊かな杉林が見受けられる。これは製材資源として杉が有望と考えた篤農家らによる植林の賜物であり、青陵で豊かな美林が広がっている。また、麓には小貫川が流れている。田圃に囲まれた参道を過ぎて鳥居を抜けると、境内まで急勾配の石段が続いている。境内は山中に位置していることから、ひっそりとした静寂に包まれている。境内には本殿に加えて、社務所などが設けられている。

## 祭事・年中行事
毎年10月9日に例祭が執り行われていた。二宮神社の鎮座する小貫の地は、のちに静岡県小笠郡城東村に属していたが、さらに大浜町と合併することになり、1973年（昭和48年）に大東町が設置された。それを機に、大東町に鎮座する神社十数社は、祭日を10月9日に統一することになった。その結果、当日は町内の小学校や中学校は休校となり、町全体での盛大な祭典となっていた。その後、2000年（平成12年）にハッピーマンデー制度が導入され、体育の日が10月10日から10月の第2月曜日に変わったため、それに伴い祭典のスケジュールも変更されている。

## 氏子区域
- 静岡県掛川市小貫

## 略歴
- 1649年 - 創建[3]。
- 1689年 - 再建[3]。
- 1849年 - 再々建[3]。
- 旧暦明治3年 - 二宮神社に改称[3]。
- 1879年 - 村社として指定[3]。

### 註釈
1. ↑  遠江国城東郡の郡役所は、佐野郡掛川宿に設置されており、佐野郡の郡役所と合同で運営されていた。
2. ↑  遠江国城東郡小貫村は、高瀬村、中方村と合併することになり、1889年に佐束村が設置された。